# Vrbová Lhota
Vrbová Lhota – gmina w Czechach, w powiecie Nymburk, w kraju środkowoczeskim. Według danych z dnia 1 stycznia 2013 liczyła 435 mieszkańców.